# Alexandros Papagos
Mareșalul Alexandros Papagos (în greacă Αλέξανδρος Παπάγος) (n. 9 decembrie 1883, Atena — d. 4 octombrie 1955, Atena) a fost un general grec care a condus armata elenă în timpul războiului greco-italian și în ultimele faze ale războiului civil. În perioada 19 noiembrie 1952 – 4 octombrie 1955, Papagos a ocupat funcția de prim-ministru al Greciei.